# 先行者
先行者（せんこうしゃ、拼音: Xiānxíngzhě）とは、中華人民共和国の中国人民解放軍国防科技大学の研究室で開発された人型二足歩行ロボット（ヒューマノイド）である。

## 概要
先行者は「人型走行ロボット実験デモシステム」と位置付けられている。
2000年11月29日、中国人民解放軍国防科技大学が開発した中国初の人型二足歩行ロボットとして発表された。高さ1.4メートル、重量20キログラムで、ある程度の言語を理解することができるという。1990年に国防科技大で開発された二足歩行ロボットは記憶された環境かつ平地をゆっくりと歩行するだけだったが、先行者は段差のある場所でも自由自在に歩行できるようになった上、歩行速度も6秒あたり1歩から1秒あたり2歩まで高速化された。
また、足の裏にセンサーが設けられており、柔らかい地面や段差などの上でもこれを感知し、倒れないように重心を制御することができる。言語機能については、発表の時点では事前にプログラムされたいくつかの言葉のみ理解するという仕組みだった。
電源や制御は外部に依存しており、本体は主に駆動部で構成されている。制御用コンピュータと本体は光ファイバーのケーブルで接続されている。駆動のためのモーターが細長く、関節部分からのはみ出しが目立つ外見である。

## 開発
中国における二足歩行ロボットの開発は1980年代半ばから始まった。当時、先進国ではコンピュータ技術を用いたロボット設計が主流であったが、中国人民解放軍国防科技大学のロボット開発者らは鉛筆と定規のみで設計を行うほかになかった。1985年、国際科学技術博覧会で目にしたロボットに影響を受け、中国における本格的な二足歩行ロボットの開発が始まった。この時点のロボットは脚部のみで、歩行プログラムの設計が難航し、開発者らは研究室に連日泊まり込みで作業を行った。開発メンバーの馬宏緒によれば、先行者自体の開発は1987年に始まり、早稲田大学との学術交流の際に目にした、加藤一郎設計による二足歩行ロボットの影響があったという。1987年12月31日、中国に初の二足歩行ロボットが完成。1989年、ヒューマノイドに搭載するニューラルネットワークの設計が開始。2000年11月29日、頭部、目、頸部、胴体、両脚などの部位を備えたヒューマノイドとして「先行者」が発表された。危険な環境での作業やリハビリテーションなどの分野でヒューマノイドを活用していくことが目標とされた。

## 日本からの注目
中国での報道後、先行者が歩行する動画は日本のテレビ番組などでも紹介された。
インターネット上では、2001年3月3日にテキストサイト『侍魂』が『ロボット技術の最先端』と題した記事でジョーク交じりに取り上げたのをきっかけに話題となった。その後、元の写真を切り張りしたGIFアニメが「悠」という名前のネットユーザーによって作成され、同サイトで紹介された。記事に掲載されたGIFアニメは先行者の手足を激しく動かしたもののほか、写真の角度から砲門のように見えた股関節部分のはみ出しを「中華キャノン」と称し砲撃を行わせるというものもあった。その後、先行者を題材にしたCGムービーやゲーム、小説などの同人作品が作られていった。
2002年2月に行われたROBO-ONE第1回大会には、開発者である馬宏緒と周華平がゲストとして招かれた。先行者自体は軍事機密に抵触するとして国外への持ち出しが認められなかったが、先行者に関するパネルと動画の特別展示が行われた。
同年、雑誌『ネットランナー』7月号の特別付録として、先行者を模した「中華キャノン」のプラモデルが青島文化教材社により製作された。
『ぷにぷに☆ぽえみぃ』、『りぜるまいん』、『いぬかみっ!』、『ネギま!?』、『攻殻機動隊 STAND ALONE COMPLEX』、『生徒会役員共』、出口竜正版『アベノ橋魔法☆商店街』（第2話の閃光のシャー）、『ラストピリオド』 （TVアニメ版）、『R-15』といった、日本の漫画やアニメにも、ネタの一環として出演を果たしている。
なお、中国のアニメ作品でも先行者が取り上げられる事例はあり、2013年のロボットアニメ『超限獵兵-凱能』では、作中に登場する巨大ロボット兵器「ATF」（Asy-Tac Fronteer）は、先行者（Fronteer）を起源とすると設定されている。